# Pierre Larthomas
Pierre Larthomas est un théoricien français du théâtre, né le 4 juin 1915 à Sainte-Foy-la-Grande, où il est mort le 8 juillet 2000.
Il est lauréat de l'agrégation de grammaire en 1939.

## Ouvrages
- Le Supplément du Dictionnaire critique de Féraud, Le Français moderne, 33: 241-55. 1965
- Le Langage dramatique, Paris, Presses universitaires de France, 1972, 1997 et 2012  (ISBN 978-2-13-060647-5)
- Eugénie, collection Espace théâtre, Espaces 34, 1996  (ISBN 978-2907293341)
- La Technique du théâtre, Que sais-je ?, Presses universitaires de France, 1997  (ISBN 978-2130441731)
- Notions de stylistique générale, Linguistique nouvelle, Presses universitaires de France, 1998  (ISBN 978-2130496113)
- Le Mariage de Figaro, Folio, European Schoolbooks, 1999  (ISBN 978-2070410866)